# عبدالمحمد رئوفی‌نژاد
عبدالمحمد رئوفی‌نژاد (زادهٔ ۱۳۳۵) سرتیپ سپاه پاسداران انقلاب اسلامی است، که از سال ۱۳۸۴ تا ۱۳۸۷ در دولت نهم، برای مدت بیش از ۳ سال، به‌عنوان استاندار کرمان فعالیت می‌کرد. وی در فاصله سال‌های ۱۳۸۷ تا ۱۳۹۲ نیز استاندار زنجان بود.
رئوفی‌نژاد در دوران جنگ ایران و عراق از اعضای سپاه پاسداران انقلاب اسلامی بود و فرماندهی لشکر ۷ زرهی ولی عصر (خوزستان) را برعهده داشت و به‌علت خدماتش در جنگ، دو نشان فتح درجه ۲ و یک نشان فتح درجه ۳ دریافت نمود. وی هم‌اکنون نیز از فرماندهان ارشد سپاه پاسداران است و به‌عنوان معاون فرمانده قرارگاه مرکزی خاتم‌الانبیا فعالیت می‌کند.